# Coupe de La Réunion de football 1961
La Coupe de La Réunion de football 1961 était la 5e édition de la compétition et fut remportée par la SS Patriote.

## 1ertour
| 2 juillet 1961 | JS Saint-Pierroise | 8-1 | SS Escadrille | Saint-Pierre |  |
|                |                    |     |               |              |  |

| 9 juillet 1961 | Stade Saint Paulois | 1-2 | US Bénédictine | Saint-Paul |  |
|                |                     |     |                |            |  |

| 9 juillet 1961 | SS Franco | 2-4 | Saint-André Sports | Saint-Denis |  |
|                |           |     |                    |             |  |

| 9 juillet 1961 | SS Saint-Louisienne | 4-0 | AS Marsouins | Saint-Louis |  |
|                |                     |     |              |             |  |

## Quarts-de-finale
| 20 août 1961 | JS Saint-Pierroise | 13-1 | Saint-André Sports | Saint-Pierre |  |
|              |                    |      |                    |              |  |

| 20 août 1961 | SS Jeanne d'Arc | 2-0 | SS Saint-Louisienne | Le Port |  |
|              |                 |     |                     |         |  |

| 20 août 1961 | SS Juniors Dionysiens | 4-7 | Bourbon Club | Saint-Denis |  |
|              |                       |     |              |             |  |

| 20 août 1961 | US Bénédictine | 4-5 (pr) | SS Patriote | Saint-Benoît |  |
|              |                |          |             |              |  |

## Demi-finale
| 3 septembre 1961 | Bourbon Club | 3-0 | SS Jeanne d'Arc | Saint-Denis |  |
|                  |              |     |                 |             |  |

| 25 septembre 1961 | SS Patriote | * | JS Saint-Pierroise | Saint-Denis |  |
|                   |             |   |                    |             |  |

* La JS Saint-Pierroise a déclaré forfait avant le début du match

## Finale
| Équipes      | SS Patriote - Bourbon Club |
| Score        | 5-2 (3-0) |
| Date         | 15 octobre 1961 |
| Stade        | Stade de la Redoute, Saint-Denis |
| Arbitre      | Fabre |
| Buts         | (1-0) 3e Tobic · (2-0) 26e Tobic · (3-0) 28e Tobic · (?) 52e Pauline but pour le SS Patriote · Bertrand but pour le SS Patriote · 61e Nifaut but pour le Bourbon Club · Wolf but pour le Bourbon Club |
| SS Patriote  | Damour, Kichenin, Deberge, Hoareau, Fossard, Thirel (cap), Morel, Tobic, Bertrand, Bénard |
| Bourbon Club | Boucher, Cadet, Valmy, Nifaut, Payet, Auber (cap), Sabary, Randera, Gourville, Ahmad, Wolf |